# Arakajú jezik
Arakajú jezik (privatni kod qo0; aracaju, aracajú, arakaju, araquaju, arakwaju, uaraguaçu, uaraguazú), danas izumrli jezik ili dijalekt Arakajú Indijanaca, jedan od ogranaka Oyana (Wayana), karipska jezična porodica.
Govorio se u brazilskoj državi Pará, sjeverno od rijeke Amazone.

## Rječnik
Portugalski, Arakajú, Hrvatski
- olho, seresa, oko
- água, tuna, voda
- fogo, uapto, vatra
- sol, chichi, sunce
- lua, yasüe, mjesec
- flecha, uárapára, strijela
- homem, apükaua, čovjek[2]

## Vanjske poveznice
- Kariban: Kaufman 2007
- Carib: Composite